# Renzo Aldi
Renzo Aldi (Orbetello, 1º aprile 1941) è un allenatore di calcio ed ex calciatore italiano, di ruolo attaccante.

## Carriera

### Giocatore
Inizia a giocare come attaccante nel settore giovanile della Unione Sportiva Orbetello, per poi iniziare la carriera professionistica nelle file dello Spezia, in Serie C, dove nell'arco di due stagioni gioca 34 partite segnando 9 gol. Il 19 marzo 1959 è in campo nella gara preolimpica Italia-Olanda, inaugurando così lo stadio Stadio Flaminio. Nella stagione 1960-1961 viene ingaggiato dall'Inter, che però lo gira al Cesena già nel mese di novembre. Con i bianconeri segna 7 gol in 24 partite, e a fine stagione viene ingaggiato dal Napoli, squadra di Serie B, che a fine stagione vincerà la prima Coppa Italia della sua storia e verrà promosso in Serie A. Aldi tuttavia viene ceduto nella sessione invernale del calciomercato al Grosseto, senza mai essere sceso in campo; con i toscani, invece, segna 5 gol in 18 partite, per poi accasarsi prima al Prato (ottenendo la promozione in serie B) e poi all'Empoli, con cui mette a segno rispettivamente 8 e 10 reti, sempre in Serie C. Nel 1964 viene acquistato dall'Ascoli, con la cui maglia segna complessivamente 15 gol in 63 partite. Dopo due stagioni con la maglia bianconera, nel 1966 passa alla Carrarese: dopo la retrocessione di quest'ultima nella stagione 1967-1968, va a vestire la maglia del Siena, con cui nella stagione 1968-1969 realizza 17 gol in 36 partite, suo massimo bottino di gol in una singola stagione. Nel 1970, dopo aver giocato 8 partite con la maglia del Rovereto, passa al Messina, con cui scende in campo 15 volte segnando 2 gol. L'anno seguente torna nel Rovereto, per poi concludere la carriera da calciatore l'anno seguente con l'Orbetello in Serie D.

### Allenatore
Nella stagione 1976-1977 inizia la carriera di allenatore, l'anno successivo allena il Tuscania in Serie D; nella stagione 1981-1982 passa alla guida del Cosenza, con cui arriva secondo in C2, venendo promosso nella categoria superiore. Nella stagione 1989-1990 allena in Serie B il Catanzaro per sei partite, affiancando il direttore tecnico Giovan Battista Fabbri.

## Palmarès

### Giocatore

#### Competizioni nazionali
- Coppa Italia: 1

Napoli: 1961-1962
- Serie C: 1

Prato: 1962-1963

#### Individuale
- Capocannoniere della Serie C-Girone B: 1

1968-1969 (17 gol)

### Allenatore

#### Competizioni nazionali
- Campionato Interregionale: 1

Crotone: 1986-1987